# Огаден
Огаден е област в Източна Етиопия и част е от Сомалийската област в Етиопия. По-рано областта е наричана Абисинска Сомалия. Огаденските националисти я наричат Огадения и според тях това е отделна страна под етиопска окупация. Хората в областта са предимно етнически сомалийци и мюсюлмани.
Огаден заема 369 000 km2. Граничи с Джибути, Кения и останалата част от Сомалия. В областта живеят около 7 милиона души. Протекторат на Великобритания от края на 19 век до първата половина на 20 век, когато е анексиран от Етиопия.

Резултат от сепаратистките действия в миналото е Огаденската война, която се води през 70-те години на 20 век между Сомалия и Етиопия. Основната сепаратистка групировка днес се нарича Огаденски фронт за национално освобождение с председател Мохамед Осман.